# Le Chêne
Le Chêne település Franciaországban, Aube megyében. Lakosainak száma 280 fő (2022. január 1.). Le Chêne Allibaudières, Arcis-sur-Aube, Dosnon, Grandville, Lhuître, Ormes, Torcy-le-Grand, Torcy-le-Petit és Vinets községekkel határos.

## Népesség
A település népessége az elmúlt években az alábbi módon változott:
| Lakosok száma | 225  | 229  | 196  | 241  | 316  | 315  | 293  | 289  | 287  | 280  |
|               | 1968 | 1982 | 1990 | 2006 | 2013 | 2015 | 2017 | 2019 | 2020 | 2022 |